# Il Giallo Mondadori dal 2401 al 2500
|  | I 100 precedenti: Il Giallo Mondadori dal 2301 al 2400 |

## Dal N.2401 al N.2500
| N.   | Titolo italiano                      | Pubblicazione     | Titolo originale | Autore                                |
| ---- | ------------------------------------ | ----------------- | --- | ------------------------------------- |
| 2401 | L'ultima paura                       | 5 febbraio 1995   | Final Fear | Philip Harper                         |
| 2402 | Tre nomi per ricordare               | 12 febbraio 1995  | Don't Speak To Strangers | Marion Rosen                          |
| 2403 | Delitto al Luna Park                 | 19 febbraio 1995  | Casse-pipe A La Nation | Léo Malet                             |
| 2404 | Un caso esplosivo                    | 26 febbraio 1995  | Polo's Wild Card | Jerry Kennealy                        |
| 2405 | Il gioco della paura                 | 5 marzo 1995      | Fear Will Do It | Sam Reaves                            |
| 2406 | Prova di innocenza                   | 12 marzo 1995     | Prime Suspect | A.W. Gray                             |
| 2407 | Sonno di morte                       | 19 marzo 1995     | Called Home | Robert Irvine                         |
| 2408 | Bambina nella notte                  | 26 marzo 1995     | Midnight Baby | Wendy Hornsby                         |
| 2409 | Quindici anni prima di morire        | 2 aprile 1995     | The Skeleton Knee | Archer Mayor                          |
| 2410 | Neve sporca                          | 9 aprile 1995     | Snow Job | Ted Wood                              |
| 2411 | La polvere della morte               | 16 aprile 1995    | Les charbonniers de la mort | Pierre Magnan                         |
| 2412 | Labirinto di indizi                  | 23 aprile 1995    | Walking Shadow | Robert B. Parker                      |
| 2413 | Testa di tigre                       | 30 aprile 1995    | Le tete du tigre | Paul Halter                           |
| 2414 | Una morte terribile e improvvisa     | 7 maggio 1995     | A Sudden Fearful Death | Anne Perry                            |
| 2415 | Il gatto che annusava la colla       | 14 maggio 1995    | The Cat Who Sniffed Glue | Lilian Jackson Braun                  |
| 2416 | Un'indagine troppo privata           | 21 maggio 1995    | A Private Crime | Lillian O'Donnell                     |
| 2417 | I denti del cobra                    | 28 maggio 1995    | | Leonardo Franchini & Vittorio Colombo |
| 2418 | Un delitto del Bette Davis           | 4 giugno 1995     | The Bette Davis Murder Case | George Baxt                           |
| 2419 | Mistero alla torre di Londra         | 11 giugno 1995    | The House of the Red Slayer | Paul Harding                          |
| 2420 | I giorni della rivolta               | 10 giugno 1995    | Tropical Depression | Jeffry P. Lindsay                     |
| 2421 | Furto d'autore                       | 25 giugno 1995    | Le soleil nait derriere le Louvre | Léo Malet                             |
| 2422 | Il mistero dello scarabeo scomparso  | 2 luglio 1995     | Black Aura | John Sladek                           |
| 2423 | Per amore di Elena                   | 9 luglio 1995     | For the Sake of Elena | Elizabeth George                      |
| 2424 | Delitto al Moulin Rouge              | 16 luglio 1995    | Bertie and the Crime of Passion | Peter Lovesey                         |
| 2425 | L'ultimo strip-tease (antologia)     | 23 luglio 1995    | The Fatal Footlights | Cornell Woolrich                      |
| 2426 | Il gatto che giocava a domino        | 30 luglio 1995    | The Cat Who Came to Breakfast | Lilian Jackson Braun                  |
| 2427 | Il gioiello dell'ispettore Morse     | 6 agosto 1995     | The Jewel that Was Ours | Colin Dexter                          |
| 2428 | Il caso sbagliato                    | 13 agosto 1995    | The Wrong Case | James Crumley                         |
| 2429 | Misfatti                             | 28 agosto 1995    | Mischief | Ed McBain                             |
| 2430 | L'angelo della morte                 | 27 agosto 1995    | The Private Wound | Nicholas Blake                        |
| 2431 | Città dell'orizzonte                 | 3 settembre 1995  | City of the Horizon | Anton Gill                            |
| 2432 | La memoria del sangue                | 10 settembre 1995 | | Mario Coloretti                       |
| 2433 | L'incendio nella stanza              | 17 settembre 1995 | Thy Brother Death | Elizabeth Ferrars                     |
| 2434 | Morire a Chicago                     | 24 settembre 1995 | Bury It Deep | Sam Reaves                            |
| 2435 | Il battesimo dello zoppo             | 1º ottobre 1995   | Le bapteme du boiteaux | Pascal Basset-Chercot                 |
| 2436 | Morte di un gran bell'uomo           | 8 ottobre 1995    | Death of a Charming Man | M. C. Beaton                          |
| 2437 | I peccati della lupa                 | 15 ottobre 1995   | Sins of the Wolf | Anne Perry                            |
| 2438 | La quarta porta                      | 22 ottobre 1995   | La quatrieme porte | Paul Halter                           |
| 2439 | I due ritratti                       | 29 ottobre 1995   | Pictures of Perfection | Reginald Hill                         |
| 2440 | La quarta Durango                    | 5 novembre 1995   | The Fourth Durango | Ross Thomas                           |
| 2441 | L'urlo                               | 12 novembre 1995  | Banshee | Margaret Millar                       |
| 2442 | Il collezionista                     | 19 novembre 1995  | Justice Denied | Robert K. Tanenbaum                   |
| 2443 | La porta chiusa                      | 26 novembre 1995  | Lock Out | Lillian O'Donnell                     |
| 2444 | I come innocente                     | 3 dicembre 1995   | I for Innocent | Sue Grafton                           |
| 2445 | Rossi come lei                       | 10 dicembre 1995  | | Vincenzo De Falco e Diana Lama        |
| 2446 | Delitti virtuali                     | 17 dicembre 1995  | Love Bytes | Sally Chapman                         |
| 2447 | Una regina per il tenente Colombo    | 24 dicembre 1995  | Columbo Book 3: the Hoffa Connection | William Harrington                    |
| 2448 | Le amiche di Veronique               | 31 dicembre 1995  | Une belle garce | Jean-Louis Viot                       |
| 2449 | Lo scheletro del monastero           | 7 gennaio 1996    | Murder Must Holy | Paul Harding                          |
| 2450 | Sorriso di ghiaccio                  | 14 gennaio 1996   | The Neon Smile | Dick Lochte                           |
| 2451 | Il gatto che volle andare sottoterra | 21 gennaio 1996   | The Cat Who Went Underground | Lilian Jackson Braun                  |
| 2452 | Il cadavere restituito               | 28 gennaio 1996   | Widow's Peak | Gillian Linscott                      |
| 2453 | Il giorno degli angeli               | 4 febbraio 1996   | The Horse Latitude | Robert Ferrigno                       |
| 2454 | Il mostro del castello               | 11 febbraio 1996  | Bones Gather No Moss | John Sherwood                         |
| 2455 | A futura memoria                     | 18 febbraio 1996  | Meurtres pour memoire | Didier Daeninckx                      |
| 2456 | Il sangue di Matthew Hope            | 25 febbraio 1996  | There Was a Little Girl | Ed McBain                             |
| 2457 | La pagina strappata                  | 3 marzo 1996      | Smoke Without Fire | Elizabeth Ferrars                     |
| 2458 | Il cuore mortale dell'inverno        | 10 marzo 1996     | Open Season | Archer Mayor                          |
| 2459 | La strada nel bosco                  | 17 marzo 1996     | The Way Through the Woods | Colin Dexter                          |
| 2460 | Rosso su nero                        | 24 marzo 1996     | | Massimo Felisatti                     |
| 2461 | L'artiglio della tigre               | 31 marzo 1996     | Bet What's Coming | Sam Reaves                            |
| 2462 | La città dei sogni                   | 7 aprile 1996     | City of Dreams | Anton Gill                            |
| 2463 | Freddi tropici                       | 14 aprile 1996    | Tropical Freeze | James W. Hall                         |
| 2464 | Troppo poco per morire               | 21 aprile 1996    | So Little to Die For | Lucretia Grindle                      |
| 2465 | Il giorno di Lieberman               | 28 aprile 1996    | Lieberman's Day | Stuart M. Kaminsky                    |
| 2466 | Parce sepulto                        | 5 maggio 1996     | | Danila Comastri Montanari             |
| 2467 | L'assassinio di Miranda              | 12 maggio 1996    | The Murder of Miranda | Margaret Millar                       |
| 2468 | Il ricordo                           | 19 maggio 1996    | Remember Me Always | Seymour Shubin                        |
| 2469 | Dicembre è un mese crudele           | 26 maggio 1996    | Missing Joseph | Elizabeth George                      |
| 2470 | La casa con la cupola                | 2 giugno 1996     | Shadow House | Michael Allegretto                    |
| 2471 | Prega detective                      | 9 giugno 1996     | Brown's Requiem | James Ellroy                          |
| 2472 | Vittime                              | 16 giugno 1996    | Victims | Dorothy Uhnak                         |
| 2473 | La collera di Dio                    | 23 giugno 1996    | The Anger of God | Paul Harding                          |
| 2474 | Il volto perduto                     | 30 giugno 1996    | Dark Passage | David Goodis                          |
| 2475 | Il parco delle teste tagliate        | 7 luglio 1996     | The Hyde Park Headsman | Anne Perry                            |
| 2476 | Se i morti potessero parlare         | 14 luglio 1996    | If the Deads Could Talk, The Heavy Sugar, Wake Up with Death, Endicott's Girl, Death in Duplicate, Cool, Calm and Detected, Orphan Ice, The Death Stone | Cornell Woolrich                      |
| 2477 | Il battito della morte               | 21 luglio 1996    | If I Should Die | Alexandra Henry                       |
| 2478 | L'archivio                           | 28 luglio 1996    | Yesterday's Papers | Martin Edwards                        |
| 2479 | Il gatto che faceva la spia          | 4 agosto 1996     | The Cat Who Blew the Whistle | Lilian Jackson Braun                  |
| 2480 | Gli occhi del giudice                | 11 agosto 1996    | Blind Justice | Bruce Alexander                       |
| 2481 | La tomba d'acqua                     | 18 agosto 1996    | Leave the Grave Green | Deborah Crombie                       |
| 2482 | Lucida ossessione                    | 25 agosto 1996    | Wall Flower | William Bayer                         |
| 2483 | Dose letale                          | 1º settembre 1996 | Blood Run | Lean Ruth Robinson                    |
| 2484 | La chiamata                          | 8 settembre 1996  | The Summons | Peter Lovesey                         |
| 2485 | La cerimonia                         | 15 settembre 1996 | The Innocents | Richard Barre                         |
| 2486 | Il gioco della difesa                | 22 settembre 1996 | Principal Defense | Gini Hartzmark                        |
| 2487 | Mistero italiano                     | 29 settembre 1996 | | Alessandro Silj                       |
| 2488 | La giusta causa                      | 6 ottobre 1996    | Just Cause | John Katzenbach                       |
| 2489 | La città dei morti                   | 13 ottobre 1996   | City of the Dead | Anton Gill                            |
| 2490 | Il prato del dolore                  | 20 ottobre 1996   | The Greenway | Jane Adams                            |
| 2491 | La morte e la vita di Lisa F.        | 27 ottobre 1996   | Switchback | Collin Wilcox                         |
| 2492 | Dalla parte sbagliata                | 3 novembre 1996   | Dancing Bear | James Crumley                         |
| 2493 | La luce nera                         | 10 novembre 1996  | Lumiere noir | Didier Daeninckx                      |
| 2494 | L'assistente cinese                  | 17 novembre 1996  | Concourse | S.J. Rozan                            |
| 2495 | L'ultima telefonata di Holtzmann     | 24 novembre 1996  | The Devil Knows You Are Dead | Lawrence Block                        |
| 2496 | L'enigma dei coltelli                | 1º dicembre 1996  | The Daughters of Cain | Colin Dexter                          |
| 2497 | L'incidente di via Metastasio        | 8 dicembre 1996   | | Linda Di Martino                      |
| 2498 | La notte di Ariel                    | 15 dicembre 1996  | Fast forward | Judy Mercer                           |
| 2499 | Acqua torbida                        | 22 dicembre 1996  | City of Beads | Tony Dunbar                           |
| 2500 | Trauma                               | 29 dicembre 1996  | When the Bough Breaks | Jonathan Kellerman                    |

|  | I 100 successivi: Il Giallo Mondadori dal 2501 al 2600 |